# يوتو إيواساكي
يوتو إيواساكي (باليابانية: 岩崎 悠人)، من مواليد 11 يونيو 1998م، وهو لاعب كرة قدم ياباني يلعب بمركز مهاجم، شارك مع زملائه في التشكيلة الثابتة في كأس العالم تحت 20 سنة والتي أستضافته كوريا الجنوبية سنة 2017م.